# Ludvika Nová-Krajíčková
Ludvika Nová-Krajíčková (1. listopadu 1876 Praha – 22. srpna 1955 Plzeň) byla česká lékařka, gynekoložka, učitelka a odborná publicistka; pátá promovaná doktorka medicíny v Čechách, historicky sedmá promovaná česká lékařka, a patrně první lékařka se soukromou praxí mimo Prahu, v Plzni. Jejím manželem byl malíř Jindřich Duchoslav Krajíček.

## Životopis

### Mládí a studia
Narodila se jako Ludvika Nová v Praze. Po absolvování měšťanské školy začala studovat v Praze na nově otevřeném (1890) prvním soukromém dívčím gymnáziu ve střední Evropě Minerva. Během studia zde např. pořídila překlad Homérovy Illias z řečtiny do češtiny. Gymnázium ukončila jako jedna z jeho prvních maturantek, závěrečné zkoušky složila v roce 1895.
Následně začala studovat medicínu na německé lékařské fakultě Karlo-Ferdinandovy univerzity v Praze, posléze přestoupila na českou medicínu. Až do roku 1900 docházely dívky na přednášky na hospitační studium (bez statutu řádné posluchačky); v roce 1900 bylo novým zákonem dívkám umožněno skládat zkoušky za celou dosavadní dobu studia.

### Lékařkou
Dne 19. prosince 1904 Ludvika Nová odpromovala a stala se tak teprve pátou v Čechách vystudovanou lékařkou, medička Anna Honzáková zde titul získala roku 1902. První dvě Češky, které se staly lékařkami ještě před ní (Bohuslava Kecková a Anna Bayerová), získaly titul doktorky medicíny mimo české území, na univerzitách ve Švýcarsku. Roku 1906 se provdala za pražského malíře Jindřicha Duchoslava Krajíčka a používala zdvojené příjmení Nová-Krajíčková. V té době se pak s lékařskou praxí přesunuli s manželem do Plzně, kde vedla soukromou ordinaci v pozdější ulici U Tržiště. Ta byla po ordinaci MUDr. Honzákové, teprve druhou soukromou ordinací zřizovanou ženou-lékařkou, jako třetí následovala ordinace MUDr. Svatoslavy Hornofové-Kochlíkové roku 1907 ve Vojtěšské na Novém Městě.
Ve své odborné činnosti se následně začala od roku 1916 zaměřovat na gynekologii a porodnictví, čímž se stala jednou z prvních českých lékařek s touto specializací. Zde rovněž působila jako učitelka tělovědy a zdravovědy a školní lékařka dívčího oddělení Obchodní akademie v Plzni. Její manžel zemřel roku 1944.

### Úmrtí
Ludvika Nová-Krajíčková zemřela 22. srpna 1955 v Plzni, ve věku 79 let. Pohřeb byl konán v plzeňském krematoriu na Ústředním hřbitově v Plzni.